# Chi è PK?
Chi è PK? è un videogioco per PlayStation 2 e Nintendo GameCube sviluppato da Ubisoft in collaborazione con la Disney nel 2002. Nei Paesi anglosassoni è noto come Disney's PK: Out of the Shadows, Disney's Donald Duck PK o anche semplicemente PK.
Dal 4 luglio 2012 è possibile scaricare Chi è PK? su PlayStation 3 tramite PlayStation Network.
È ispirato ad alcune serie di fumetti edite da Disney Italia dal 1996 al 2000: il protagonista è PK, una versione alternativa di Paperinik, l'alter ego supereroe di Paperino. Il nemico da affrontare è rappresentato dagli evroniani, una bellicosa razza extraterrestre che si nutre delle emozioni altrui, la principale antagonista nella prima, nella terza e nella quarta serie a fumetti.

## Significato del nome "PK"
Nelle precedenti serie a fumetti PKNA (1996-2000), PK² (2001-2002), la sigla "PK" era il diminutivo di "Paperinik" (come Diabolik era abbreviato in DK); mentre nella serie PK - Pikappa (2002-2005), con la quale la "continuity" è ripartita da zero, Paperino sceglie questo nome prendendo le prime due lettere del codice di identificazione della sua arma, lo Scudo Extransformer.
Nel videogioco il nome "PK" gli viene dato da Uno, e sta per "Platyrhynchos Kineticus", traducibile come "papero energetico" (Anas platyrhynchos domesticus è il nome scientifico dell'anatra domestica).

## Trama
Paperino è il custode della Ducklair Tower, un imponente grattacielo nel centro di Paperopoli. Sta dormendo sul posto di lavoro, quando viene improvvisamente svegliato da Uno, il computer che controlla l'edificio.
L'intelligenza artificiale gli comunica che gli Evroniani, un popolo di crudeli invasori extraterrestri, stanno per attaccare la Terra, e gli fornisce un costume da supereroe (blu scuro, rosso e giallo) e armi speciali (principalmente lo Scudo Extransformer) per combattere gli alieni, oltre che una nuova voce. Pk deve quindi affrontare sistemi di difesa automatici, oltre a coolflame e soldati evroniani (a piedi o "surfisti" dotati di disco individuale), scontrandosi direttamente anche con l'ignobile capo-branca scientifico Zoster ed infine con il potente e spietato generale Zondag, che guida l'attacco contro la Terra.

## Modalità di gioco
Il gioco è un videogioco d'azione, con gameplay platform e sparatutto, realizzato in computer grafica 3D in cel-shading, con visuale in terza persona non fissa, solitamente da dietro le spalle del personaggio oppure verso la direzione in cui deve proseguire per avanzare nel gioco. Come in altri giochi del genere, talvolta la visuale della "telecamera" causa problemi al giocatore. Tenendo premuto un apposito tasto è possibile passare temporaneamente ad una visuale in prima persona, per potersi guardare attorno, senza poter compiere alcuna altra azione; questa funzione inoltre non è sempre disponibile. Le azioni che deve eseguire il giocatore sono principalmente saltare fra varie piattaforme (come casse e passerelle), evitare sistemi di difesa automatici, sparare contro i coolflame e più coriacei soldati evroniani ed azionare interruttori, avanzando nei livelli secondo percorsi prestabiliti.
 Talvolta Pk raggiunge aree dove sono presenti degli scienziati imprigionati dagli evroniani; in quel momento appare un conto alla rovescia sullo schermo, ed il giocatore ha pochi secondi a disposizione per raggiungere e toccare gli scienziati, per salvarli, prima che vengano teletrasportati via: per poter portare a termine il gioco, è necessario anche aver salvato almeno 40 scienziati.
Pk si fa strada fra i livelli grazie alle capacità del suo scudo Extransformer, che può sparare colpi energetici con munizioni infinite; è possibile trovare delle munizioni aggiuntive per poter sparare temporaneamente dei colpi più potenti. Per poter prendere la mira è necessario tener premuto un apposito tasto, in modo che l'obiettivo venga tenuto sotto tiro ed i movimenti del protagonista diventino più lenti e precisi; il movimento più lento è però di ostacolo per schivare i colpi degli avversari e non è possibile voltarsi in un'altra direzione, benché rimanga possibile saltare. I nemici, per quanto abbastanza diffusi, solitamente non appaiono in gruppi molto numerosi e tendono a muoversi poco, ma è necessario colpirli più volte per sconfiggerli. Combattendo gli avversari (che una volta sconfitti scompaiono nel nulla) e distruggendo alcuni oggetti predeterminati, è possibile far apparire dei cubi energetici, che spariscono dopo alcuni secondi: se raccolti, aumentano il livello di salute. È opportuno raccogliere anche le "stelle di attivazione" (più che stelle, hanno l'aspetto di verdi teste di Uno, fluttuanti), che vengono "spese" per attivare alcuni checkpoint lungo i livelli, che permettono di riprendere il gioco da quei punti, dopo aver perso una vita.
Proseguendo nel gioco, il personaggio ottiene degli upgrade per l'Extransformer, che guadagna così nuove capacità. Grazie al suo scudo, Pk diventa in grado di effettuare azioni come planare delicatamente dopo i salti o salire più in alto sopra alle correnti ascendenti. Un altro upgrade consente di tenere premuto il tasto di fuoco per "caricare" un colpo più potente, ma funziona soltanto quando il livello di energia è alto. Nonostante l'Extransformer sia uno scudo, nel gioco non è possibile utilizzarlo per difendersi dai danni delle armi avversarie. Per affrontare l'ultimo livello prima dello scontro finale con il generale evroniano, cioè l'astronave madre degli alieni, Pk viene dotato di un nuovo costume, bianco, celeste e verde, con il quale ha a disposizione un'arma base più potente.
Il salvataggio della partita avviene al termine di ogni livello, poi il gioco riparte dallo schema successivo. È possibile salvare sulla memory card più partite, associando ad ognuna di esse un nome di tre lettere.
Verso la fine del gioco bisogna avere salvato almeno 40 scienziati, che permettono di aprire una determinata porta e quindi completare il gioco.

## Doppiaggio
| Personaggio    | Doppiatore originale | Doppiatore italiano |
| -------------- | -------------------- | ------------------- |
| Paperino       | Tony Anselmo         | Luca Eliani         |
| Pikappa        | Rob Paulsen          | Luigi Ferraro       |
| Uno            | James Horan          | Michele Kalamera    |
| Zondag         | Robert Davi          | Rodolfo Bianchi     |
| Zoster         | Danny Rutigliano     | Oliviero Dinelli    |
| Paperina       | Tress MacNeille      | Laura Lenghi        |
| Qui, Quo e Qua | Russi Taylor         | Laura Lenghi        |